# Valentin Eysseric
Valentin Eysseric (Aix-en-Provence, 25 de marzo de 1992) es un futbolista francés que juega de centrocampista en el Iğdır F. K. de la TFF Primera División. Fue internacional sub-19, sub-20 y sub-21 con la selección de fútbol de Francia.

## Trayectoria
Eysseric comenzó a jugar de forma profesional en el AS Mónaco en 2011, aunque pertenecía al equipo monegasco desde 2007 cuando el Mónaco lo fichó para sus equipos filiales. Debutó con el primer equipo ante el CS Sedan Ardennes en la Copa de la Liga francesa.
El 16 de septiembre de 2011 marcó su primer gol con el Mónaco, en el empate a 1 frente al SC Bastia y el 9 de diciembre de 2011 marcó su primer gol en la Copa de Francia.

### Niza
El 23 de agosto de 2012 se marchó cedido al OGC Niza con el que debutó en la Ligue 1 el 2 de septiembre de 2012 contra el Girondins de Burdeos.  El 15 de septiembre de 2012 marcó su primer gol con el Niza, en la victoria de su equipo por 4-2 frente al Stade Brest.
Posteriormente, le dio el gol de la victoria a su equipo (2-1) frente al París Saint-Germain e hizo dos goles consecutivos en la Copa de la Liga francesa frente al Brest y el Olympique de Lyon.
En enero de 2013 firmó un contrato con el Niza para su permanencia en el club hasta 2017.
Durante su etapa en el Niza estuvo cedido una temporada, la 2015-16, en el AS Saint-Étienne, con el que jugó 29 partidos y marcó 6 goles.
En su vuelta al club de Niza jugó 29 partidos, marcó 4 goles y repartió 7 asistencias, en la que sería su última temporada con el club de la Costa Azul. En esta temporada el Niza acabó tercero, obteniendo la posibilidad de jugar la Liga de Campeones de la UEFA 2017-18.

### Fiorentina
A pesar de tener la oportunidad de jugar Champions en la siguiente temporada, Eysseric fichó por la ACF Fiorentina el 9 de agosto de 2017.

## Selección nacional
Eysseric fue internacional con la selección de fútbol de Francia sub-19, sub-20 y sub-21.

## Clubes
| Club                         | País    | Año       |
| ---------------------------- | ------- | --------- |
| A. S. Monaco F. C.           | Francia | 2011-2013 |
| O. G. C. Niza (cedido)       | Francia | 2012-2013 |
| O. G. C. Niza                | Francia | 2013-2017 |
| A. S. Saint-Étienne (cedido) | Francia | 2015-2016 |
| ACF Fiorentina               | Italia  | 2017-2021 |
| F. C. Nantes (cedido)        | Francia | 2019      |
| Hellas Verona (cedido)       | Italia  | 2020      |
| Kasımpaşa S. K.              | Turquía | 2021-2023 |
| Fatih Karagümrük S. K.       | Turquía | 2023-2024 |
| Iğdır F. K.                  | Turquía | 2024-     |